# Université Srinakharinwirot

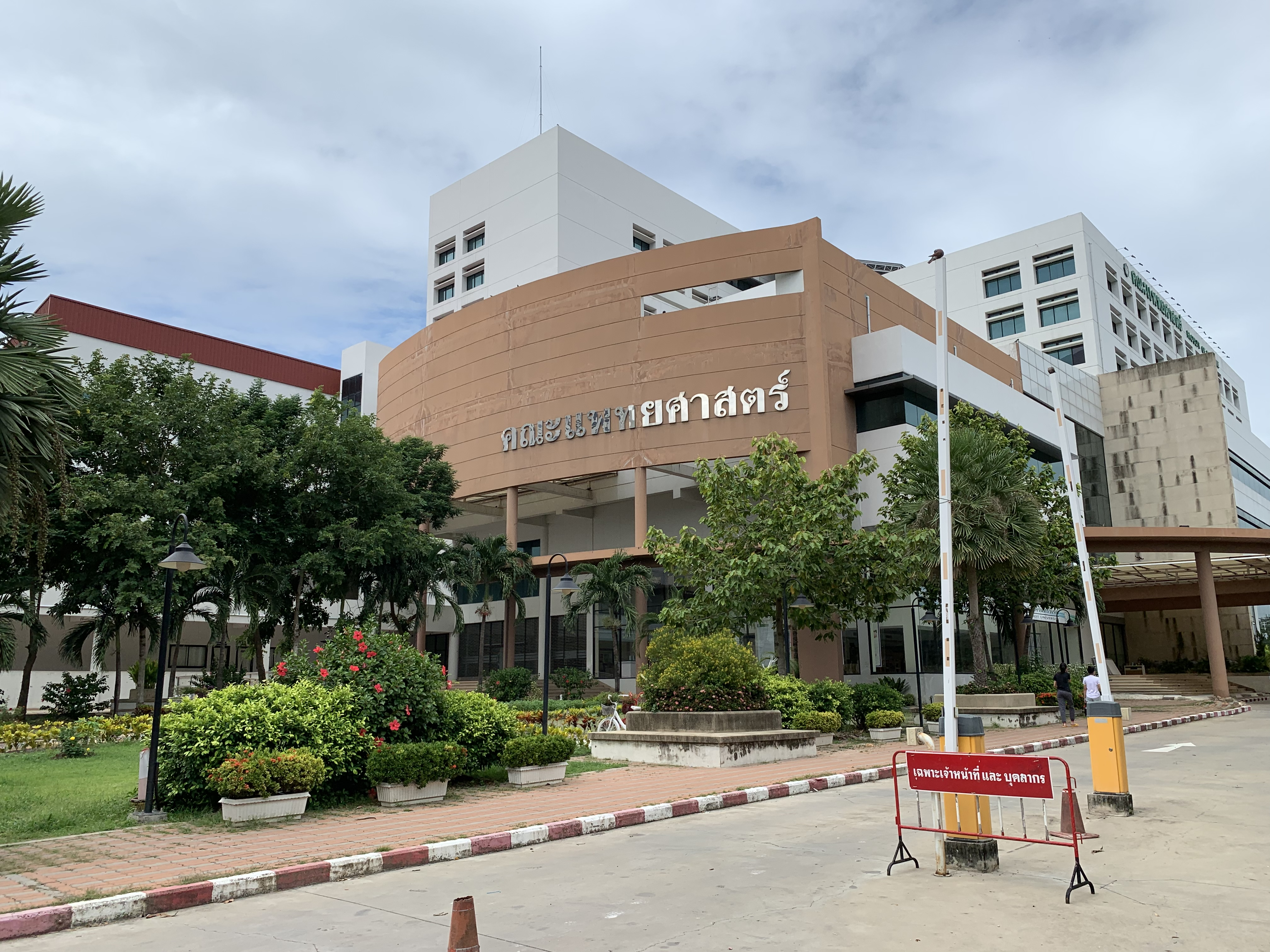
Faculté de médecine sur le campus Ongkharak, Université Srinakharinwirot

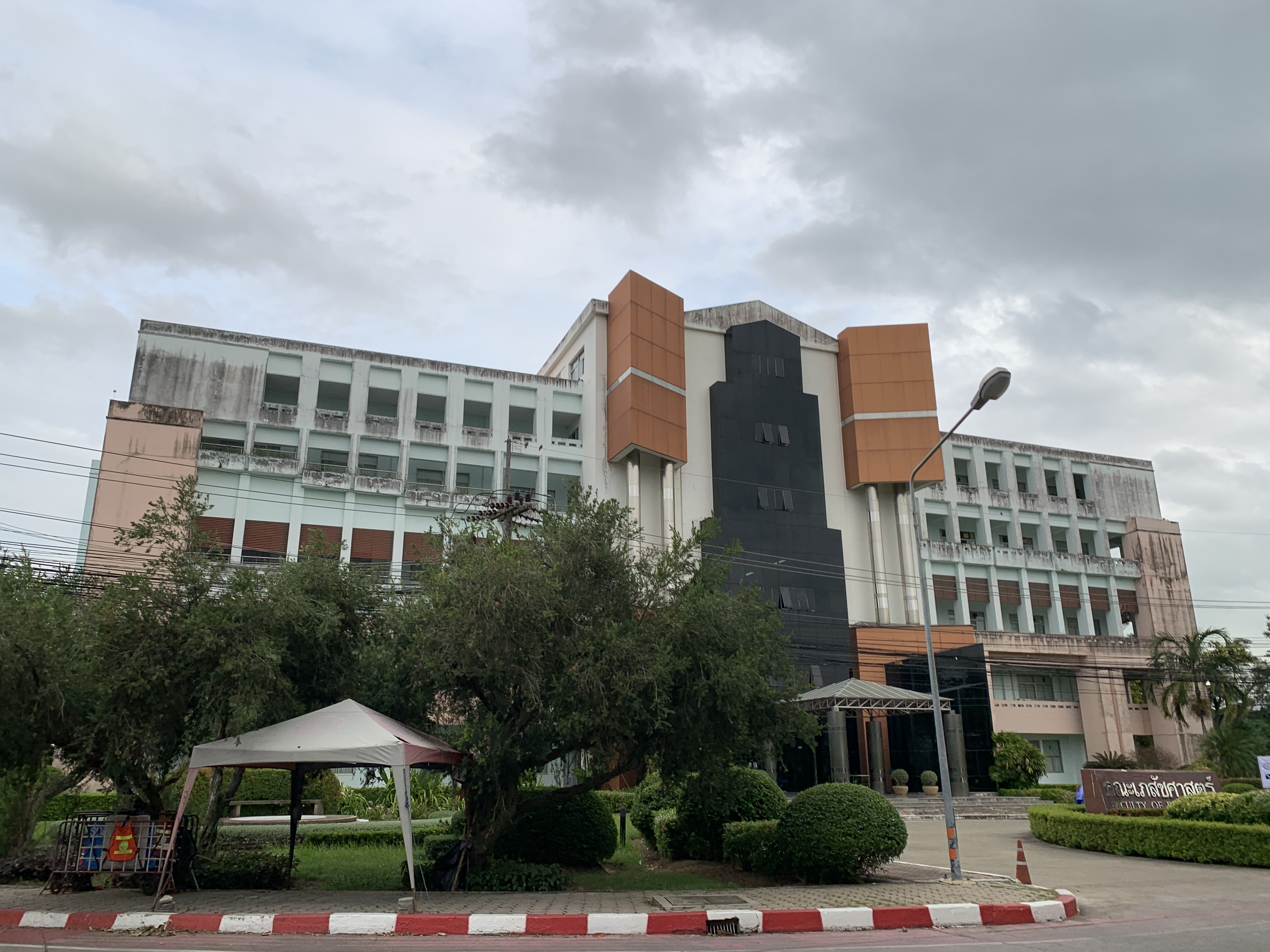
Faculté de pharmacie, SWU

L'université Srinakharinwirot (en thaï : มหาวิทยาลัยศรีนครินทรวิโรฒ ; en anglais : Srinakharinwirot University ou SWU) est une université thaïlandaise située à Bangkok, la capitale du pays, dans le quartier Watthana.

## Source
- (en) Cet article est partiellement ou en totalité issu de l’article de Wikipédia en anglais intitulé « Srinakharinwirot University » (voir la liste des auteurs).